# Рак (болест)
Вижте пояснителната страница за други значения на Рак.
Ракът, наричан също злокачествен тумор или злокачествена неоплазма, е общо наименование на група заболявания, свързани с анормален растеж на клетките с потенциал за навлизане или разпространение в други части на тялото. Не всички тумори са ракови – доброкачествените са такива, които не се разпространяват в други части на тялото. Възможните признаци и симптоми на рака включват новообразувани бучки, анормално кървене, продължителна кашлица, необяснена загуба на тегло, промени в перисталтиката и други – всички те могат да бъдат индикация за рак, но е възможно да се дължат и на други причини. Известни са над 100 различни вида рак при хората.
Употребата на тютюн е причина за около 22% от смъртните случаи от рак. Други 10% се падат на затлъстяването, лошото хранене, ограничената физическа активност и употребата на алкохол. Други фактори са някои инфекции, излагането на йонизираща радиация и замърсители на околната среда. В развиващите се страни близо 20% от случаите на рак се дължат на инфекции, като хепатит B, хепатит C и човешки папиломен вирус. Всички тези фактори действат като поне частично променят гените на клетката. Обикновено са нужни много такива генетични промени, преди да се развие рак. Приблизително 5 – 10% от случаите на рак се дължат на генетични дефекти, наследени от родителите. Ракът може да бъде открит по определени признаци и симптоми или чрез специализирани скринингови прегледи. Обикновено след това се правят допълнителни изследвания чрез медицински изображения и заболяването се потвърждава чрез биопсия.
Много случаи на рак могат да бъдат предотвратени като не се пуши, ядат се повече зеленчуци, плодове и пълнозърнести продукти, яде се по-малко месо и рафинирани въглехидрати, поддържа се здравословно тегло, правят се упражнения, ограничава се излагането на слънце и чрез ваксиниране срещу определени инфекциозни болести. Ранното откриване чрез скрининг е полезно при рак на маточната шийка и рак на дебелото черво. Ползите от скрининга за рак на гърдата са спорни. Ракът често се лекува със съчетание от радиотерапия, хирургия, химиотерапия и таргетирана терапия. Третирането на болките и други симптоми са съществена част от грижите за болните от рак. Палиативните грижи са особено важни при болните с напреднало развитие на болестта. Вероятността за оцеляване зависи от вида на рака и етапа на нейното развитие при започване на лечението. При деца под 15 години вероятността за оцеляване през петте години след диагнозата в развитите страни е около 80%. Средната преживяемост за всички случаи на рак в Съединените щати е 66%.
През 2012 г. по света са установени около 14,1 милиона нови случая на рак, без да се включва рака на кожата, на който се падат почти същия брой нови случаи. Болестта е причина за около 8,2 милиона или 14,6% от всички смъртни случаи. Най-разпространените видове рак, освен рака на кожата, са ракът на белия дроб, ракът на простатата, ракът на дебелото черво и ракът на стомаха при мъжете и ракът на гърдата, ракът на дебелото черво, ракът на белия дроб и ракът на маточната шийка при жените. При децата най-чести са острата лимфобластна левкемия и туморът на мозъка, с изключение на Африка, където неходжкиновият лимфом се среща по-често. През 2012 г. около 165 хиляди деца са диагностицирани с рак. Рискът от заболяване нараства значително с възрастта и много видове рак се срещат по-често в развитите страни. Честотата на рака нараства, тъй като повече хора достигат напреднала възраст, както и поради промените в начина на живот в развиващите се страни. В световен мащаб финансовите разходи, свързани с рака, се оценяват на 1,15 трилиона долара (2010).

## Наименование
Името „рак“ е дадено от Гален вследствие приликата на отеклите вени на един външен тумор с краката на рак. Преди това Хипократ вероятно първи е употребявал определението „рак“, когато при третиране на гръден абсцес е открил същата прилика. Аристотел е обозначавал с „рак“ повърхностни, инфилтрирани в съседни органи и врастващи в тях тумори (като например напредналия рак на кожата или рака на гърдата).

## История
През 1888 г. Теодор Бовери създава теория, според която ракът възниква поради увреждания в хромозомите. През 1902 г. Джон Беард пише, че раковите клетки приличат на трофобластичните ембрионални клетки. В началото на една бременност тези клетки се грижат за загнездването на ембриона в матката. Растежът е агресивен и хаотичен. Клетките се делят бързо и добиват своята енергия от ферментацията на захар. Те потискат имунната система на майката и произвеждат хорионгонадотропин (hCG), който междувременно е признат като туморен маркер. Бързият растеж спира едва когато през седмата седмица ембрионът започва да произвежда панкреасни ензими. Без тези ензими би възникнал злокачествен тумор хорионкарцином. Хипотезата, че раковите тумори добиват енергия от ферментацията на захар (това ще рече, че туморът може да живее анаеробно), е била база за много остарели методи на лечение.
През 1908 г. Елерман и Банг откриват вирус, който причинява левкемия при кокошките. Пейтън Раус през 1911 г. филтрира от тумор на мускул с точност на филтъра от 120 нанометра един екстракт, с който отново е можел да създаде рак. Той предполага, че в този екстракт има вирус. През 1966 г. Раус получава за откриването на Rous-Sarkom-вируса (RSV) Нобелова награда.

## Етиология
Клетката е особено чувствителна по време на клетъчното деление: при това клетки, които се делят бързо, са особено предразположени. Канцерогени и предизвикващи рак са и влияния, които възпрепятстват имунната система да разпознава и отстранява изродените клетки. Особено опасни са:
- физичните влияния – йонизиращото излъчване като ултравиолетова светлина, рентгеново или гама-излъчване;
- химични влияния;
- мутагенни химикали – най-важните са по-големите полициклични ароматни въглеводороди, бензол, Хром(VI)-съединения и нитрозамини;
- онковируси – различни ДНК вируси (например хепатитен В-вирус (HBV), който може да доведе до карцином на черния дроб и HPV, който може да доведе до карцином на шийката на матката);
- различни РНК вируси;
- някои тумори са преносими от животно на животно;
- стволовите клетки могат при определени условия да предизвикат рак;
- генетична предразположеност.

Основните ракови заболявания се увеличават чувствително с възрастта, така че ракът може да се разглежда като едно дегенеративно възрастово заболяване на растежа на клетките.

### Фактори от начина на живот
- Тютюнопушенето е основен причинител на рак на белия дроб. Стотици епидемиологични изследвания потвърждават това твърдение.
- Слънчевата радиация е сочена като причинител на рак на кожата.
- Болести, предавани по полов път.

Има изследвания, които свързват ниските нива на мелатонин с рака. Тези нива се получават, когато хората прекарват продължително време без излагане на слънчева светлина. Допреди половин век психологическият стрес е бил считан за причинител на рак, но според последни и по-обстойни научни изследвания това твърдение е отхвърлено, въпреки че все още съществуват спекулации, че постоянният психологически стрес може да бъде косвен причинител на някои видове ракови заболявания.

## Класификация на видовете рак
Раковите тумори се класифицират по типа дегенерация. По-голямата част от раковите заболявания образуват карциноми или тумори, които произлизат от епитела. Те се подразделят на плоскоепителни карциноми, които произхождат от роговия и нероговия слой на кожата и аденокарциноми, които произхождат от жлезистия епител и могат да бъдат по-нататък диференцирани по произход и строеж. Образуващите се в отделителните органи карциноми се наричат уротелни и са типични за рака на пикочния мехур.
Друга голяма група са хематологичните ракови форми на кръвта и кръвотворните органи, които се разделят на левкемии и лимфоми, наричани също рак на лимфните жлези. Освен това съществуват по-редки злокачествени тумори като образуващите се от съединителната и опорна тъкан – саркоми, нервоендокринни тумори като карциноида или произхождащите от ембрионалната тъкан тератоми (най-вече от половите жлези).

## Диагностициране
При диагностициране на рака се прилагат различни методи. Една част от тях са насочващи – такива са ехографията, рентгенографията, компютърната томография – скенер, изследване на кръвта за туморни маркери, опипване на лимфните възли и други, но само патоморфологичното или хистологичното изследване установява окончателно вида на процеса.

## Стадии на заболяването
С цел стандартизиране на лечението се прилага стадиране на заболяването – за различните локализации стадирането е различно, но най-общо е:
- Първи стадий – процесът е локализиран в органа, където е възникнал;
- Втори стадий – има метастази в регионални лимфни възли;
- Трети стадий – засегнати са съседни органи
- Четвърти стадий – има далечни метастази.

Деленето на стадии се осъществява съгласно международна класификация. От Т0 до Т4 за разширяването на първичния тумор, N0 до N3 за поразените лимфни възли и М0 или М1 за липса или наличие на метастази.

## Поява и протичане
Всеки орган на човешкото тяло може да бъде нападнат от рак, при това има големи честотни различия според възрастта, пола, колективната принадлежност, географския район, начина на хранене и т.н.
Раковото заболяване се има различни проявления и болестни картини, поради тези причини не могат да се направят генерални изводи относно продължителността на живот и шансовете за излекуване. Познати са около сто различни ракови заболявания, които отчасти силно се различават по шанса за преживяване, възможностите за лечение и образуването на метастази.

### Възникване на рака
При раковите клетки съгласуването на растежа, делението и разрушаването в клетките е извадено от строя. Регулиращите сигнали не се разпознават или не се изпълняват, защото в повечето случаи необходимият за това генетичен код е дефектен.
Около 5000 от общо 25 хиляди гени на хората имат константно държание на генетичния код от една генерация на клетките към следващата. Тези така наречени онкогени и туморопотискащи органи контролират коректната последователност на базовите двойки в ДНК след всяка репликация, преценяват необходимостта от възстановяване, задържат клетъчния цикъл, докато се извърши възстановяването и разпореждат евентуално една програмирана клетъчна смърт (апоптоза), в случай че възстановяването не е било успешно.
Понастоящем най-правдивоподобната теория за възникването на рака (карциногенеза) гласи, че една копирна грешка – или по-рядко вече вроден дефект – в един от тези „гени-пазачи“ предизвикват отключването на заболяването: съответният ген не може вече коректно да контролира своята част, така че се стига до по-нататъшни дефекти при следващите клетъчни генерации. Ако е засегнат втори ген-пазач, то ефектът се степенува и т.н. Ако накрая са засегнати и гени, които би трябвало да задействат смъртта на многото дефектни клетки, то тези клетки стават безсмъртни.
По все още неизяснен начин от хаоса се образуват напълно нови клетъчни свойства, като например способността да преживяват при недостиг на кислород, да изграждат свое кръвоснабдяване (ангиогенеза) или да се преселват от групата и да се заселват в чужди тъкани като кости, дроб или мозък (метастазиране). Чак тогава, чрез този феномен, ракът придобива своята смъртоносна потенция: 90% от всички раково болни пациенти, при които болестта завършва със смърт, умират не от първоначалния тумор, а от тези метастази.
Имунната система на целия организъм опитва да атакува неконтролируемо растящите клетки. Понеже те в много отношения още наподобяват нормалните телесни клетки, съпротивителните механизми се оказват твърде слаби да спрат безсмислените процеси на растеж.

### Многостепенен модел
Повечето изследователи на рака изхождат от един многостепенен модел на възникването му. По-старият, така наречен тристепенен модел, се разделя на фази на начало (инициация), производство (промоция) и движение напред (прогресия). След продължаващата няколко години или десетилетие латентна фаза между началните DNS вреди, или трансформацията на една-единствена клетка, се стига до тумор, който може да бъде доказан. Проблематичното на многостепенния модел е, че понятията инициация, промоция и прогресия само описват, но не обясняват причината. При това промоцията и прогресията в практиката не могат точно да се разграничат една от друга.
Трябва да са настъпили до десет различни мутации. Някои от тези необходими мутации могат да са наследени, което обяснява, че и много малки деца могат да се разболеят и че в така наречените „ракови семейства“ болестта може да се появи по-често. Типичен пример за това е предавания по наследство пигментна ксеродерма. При близки роднини на пациентки с рак на гърдата вероятността също да се разболеят е двойно по-висока отколкото при останалото население. В другите стъпки на възникването на тумора (промоция и прогресия) генотоксичните процеси не играят голяма роля, което може да подведе наблюдателя да квалифицира тези влияния като „раков регулатор“. Същинската злокачественост (при злокачествените тумори) на израждащата се клетка се достига във фазата на прогресия.

## Лечение

### Хирургично
Целта на онкологичната хирургия е да се отстрани засегнатият орган, лимфни възли и/или съседната тъкан, поразена от болестта. При някои органи, като гърда, тестис и дори крайник, това може да е безпроблемно за нормалния живот на индивида, ако раковото образувание е с малки размери, но когато се стигне до орган като окото или носа например, може да има много сериозни психически последствия след операцията. В късните стадии на болестта болните са неоперабилни и тогава остава да се прилагат палиативни грижи (подобряващи качеството на оставащите месеци живот). При лечение на някои видове рак хирургическото отстраняване е достатъчно за оздравяването на пациента.

### Лъчелечение
Прилага се при над половината болни с цел излекуване или подобряване на качеството на живот. Бива:
- перкутанно – облъчване през кожата с гама или рентгеново лъчение – т.нар. телегаматерапия;
- вътретъканно с радиоактивни материали – чрез радиоактивен йод (щитовидната жлеза поема активно йод).

### Медикаментозно лечение
- с цитостатика (химиотерапия); пречи се на размножаването на раковите клетки, респективно се спира;
- хемоемболизация – метод за лечение най-вече на злокачествени образувания на черния дроб – първични и вторични. Представлява комбинация от химиотерапия и емболизация. Посредством микросфери, съдържащи медикаменти за химиотерапия, се блокират кръвоносните съдове, захранващи раковите клетки (емболизация) и се въвежда химиотерапевтик (химиотерапия).[20]
- хормонална терапия, например отнемане на тестостерон при карцином на простатата;
- задържане на растежа на кръвоносните съдове (раковата тъкан привлича кръвоносните съдове да растат в посока на раковата тъкан, за да я изхранват);
- имунотерапия (увеличаване на имунния отговор на туморните клетки).

### Радиоимунотерапия
Тази терапия е по-развитата форма на имунотерапията. Радиоимунотерапията комбинира въздействието на имунотерапията точно в целта/ терапия на антителата с високата ефективност на лъчевата терапия. При радиоимунотерапията едно антитяло (Ibritumomab) закарва разрушаващ раковите клетки лъчев източник точно до тях. Обратно на чистата имунотерапия при радиоимунотерапията се разрушават не само клетките на туморната повърхност, но също и клетките във вътрешността на туморната маса.

### Алтернативно лечение
Незадоволителното лечение при определени туморни заболявания и страничните въздействия на утвърдилите се методи на лечение предизвикват често страхове и отчаяние при засегнатите и техните роднини. Това често ги подтиква към търсене на нетрадиционни начини на лечение, за които в повечето случаи липсва доказателство за ефективност и не биха издържали научна проверка на техните основи. Някои от тях се отричат, но други се одобряват от медицината.
Сред алтернативните методи на лечение са терапия с бял имел, котешки нокът (Uncaria tomentosa) или употребата на амигдалин. Двата метода са оспорвани. Факт е обаче, че много успешни цитостатици (като Винкристин) първоначално са открити в растенията. Тези цитостатици са много чисти и концентрирани и затова не могат да се сравняват с билков чай или подобни.
Съществуват случаи на обречени хора, които оздравяват. Известни са алтернативни методи на лечение – саменто, йога, вяра и самоусъвършенстване, които са излекували не един. Но е препоръчително да им се гласува доверие успоредно с конвенционалната медицина.

## Палиативни грижи
Палиативните грижи спомагат за поддържане качеството на живот:
- даване на обезболяващи средства – подобряване на общото състояние чрез обезболяващо лечение;
- достатъчно хранене – забавяне на разграждането на костната система – увеличаване на кръвообразуването в костния мозък;
- симптоматично лечение, например разширяване на стенози – физиотерапия (специално терапия на дишането при рак на белия дроб).

## Профилактика
Чрез профилактика и ранно откриване рискът от рак може при определени обстоятелства (зависещи от момента на диагностиката, вида на рака и оптималната възраст на пациента) значително да се намали.

## Прогноза
Заболяването е сред трите най-чести причини, водещи до смърт в света – на първо място са сърдечно-съдовите заболявания – инфаркти или инсулти, на второ място катастрофи или инциденти и на трето място онкологичните заболявания.
Прогнозата зависи от много фактори, най-важните от които са:
- вид раково заболяване;
- стадий на заболяването;
- здравословно състояние на болния;
- възраст.

Откриване на рака в начален стадий е от огромно значение за успешното му лекуване. Различните видове рак обаче преминават през отделните стадии за различно време. Например ракът на белия дроб образува много бързо метастази, докато това е рядкост при рака на простатата.
Някои видове рак, като рака на панкреаса, се развиват без симптоми дълго време и затова откриването му обикновено е в късен и труднолечим стадий. Дори тумор с обем под 1 мл може да създаде метастази, но при рак на гърдата, образуванието може лесно да се разпознае с напипване. След откриването на съмнителното образувание се назначат допълнителни изследвания за окончателна диагноза.
Процентът излекувани от рак в индустриалните държави е от 30% до 65% (САЩ – 65%) общо за всички видове ракови заболявания при всички пациенти. Децата са с по-добра прогноза и 75% от тях в развитите държави преживяват раково заболяване, докато при децата в развиващите се страни смъртността от рак е около две трети.
За излекуван се счита човек, който е преживял най-малко 5 години без да се разболее отново (рецидив). Тази дефиниция за оздравял е проблематична, защото в много случаи повторното завръщане на болестта се случва след 5 години. Следователно много пациенти се отчитат от статистиката на излекуваните от рак болни, но по-късно умират от същата болест.
България е сред страните с най-малък брой излекувани болни от злокачествени заболявания. Сред причините за това са:
- ниска здравна култура на хората, които не търсят медицинска помощ или я търсят твърде късно, когато злокачественият процес е твърде напреднал;
- подкрепа на кампании за осведомяване на обществеността и профилактика на заболяванията, които са насочени основно към високорисковите групи и отделните лица;
- липса на медикаменти за лечение;
- компетентност на личните лекари /медицинската диагноза/;
- липса на средства /скъпо струващи операции/;
- корупция в здравеопазването.

## Известни случаи
Световният шампион Ланс Армстронг е диагностициран с рак на тестиса с метастази в белия дроб, които се считат за нелечими – и дори в мозъка. Опериран е и са му правени много месеци химиотерапия. След лечението той става седем пъти шампион в Тур дьо Франс. Същият злокачествен рак преодолява и българският футболист Любослав Пенев.